# Comitatul Salt Lake, Utah
Comitatul Salt Lake (în engleză Salt Lake County) este un comitat din statul Utah, Statele Unite ale Americii.

## Istoric
Comitatul a fost fondat în 1850.

## Demografie
|  | Graficele sunt indisponibile din cauza unor probleme tehnice. Mai multe informații se găsesc la Phabricator și la wiki-ul MediaWiki. |

Date: Wikidata - grafică realizată de Wikipedia